# Lotto
Lotto és una marca italiana de roba esportiva amb seu a Trevignano, a prop de la ciutat de Treviso. L'empresa fabrica i comercialitza roba i calçat esportiu. La seva línia de roba inclou samarretes, jaquetes, pantalons curts, malles i guants de porter de futbol. El 1999 l'empresa va passar a anomenar-se Lotto Sport Italia.

## Història
Lotto va ser fundada el 1939 pels propietaris de l'equip F.C. Treviso, la família Caberlotto, a Montebelluna. El juny de 1973 Lotto es va iniciar en la fabricació de calçat esportiu. Les sabatilles de tennis van marcar l'inici de la producció, seguides de models per a bàsquet, voleibol, atletisme i futbol.
Durant els deu primers anys Lotto es va centrar en el mercat italià. Durant la seva primera dècada, l'estratègia corporativa es va concentrar en la fabricació de calçat i roba de tennis, i des del principi va patrocinar figures destacades del circuit professional com Martina Navrátilová, Boris Becker, Thomas Muster o John Newcombe.
A la dècada del 1980 va començar a crear els seus primers models de botes de futbol. Els primers acords de patrocini en aquest món es van signar amb els jugadors Dino Zoff i Ruud Gullit, i equips com el Milà (1993–1998), la selecció holandesa, el Nàpols (1994–1997), la Juventus (2000–0303) o el Saragossa. Lotto distribueix els seus productes internacionalment a través de botigues pròpies, botigues especialitzades i grans superfícies. La marca emprada per als rellotges de polsera és Lotto Time.